# Riding the Bullet
(Tagline del film)
Riding the Bullet è un film del 2004 diretto da Mick Garris e tratto dall'omonimo romanzo di Stephen King.

## Trama
Vigilia di Halloween, 1969: Alan Parker è uno studente dell'Università del Maine ossessionato dalla morte dopo la scomparsa prematura del padre.
Il giovane soffre di personalità multipla e di crisi depressive, a peggiorare la sua situazione vi è la sua ragazza Jessica che decide di lasciarlo il giorno del suo compleanno, che si svolge lo stesso giorno di Halloween.
In preda ad una crisi e con la visione di una sagoma senza volto decide di tagliarsi le vene, ma l'intervento tempestivo dei suoi amici e della sua ragazza che si ricordano del suo compleanno lo salvano dalla tragedia.
I suoi amici insistono per andare tutti e tre insieme a un concerto di John Lennon, ma subito prima di partire egli viene a sapere che sua madre è ricoverata in ospedale a causa di un ictus.
Il ragazzo - alla notizia - lascia tutto e decide di fare l'autostop dove ogni autista gli racconterà storie di vita, facendo rivivere ricordi assopiti al giovane.
All'ennesimo passaggio che riceve (dopo aver abbandonato i due precedenti a causa dell'incoscienza del primo e poi dell'inquietudine provata nei confronti del secondo), finisce per ritrovarsi in un cimitero; qui Alan nota una tomba più in vista delle altre e con una data recente, che reca il nome di George Staub. Quando vede arrivare una macchina sulla strada isolata, corre a chiedere un passaggio: l'autista, un ragazzo, lo fa salire. Ma dal momento in cui si trova in macchina, Alan sente un forte odore di decomposizione, e nota inoltre degli strani caratteri fisici nell'autista.
Quest'ultimo nota il malessere del giovane, e presentandosi dice di chiamarsi George Staub, di essere un raccoglitore di anime dotato di onniscienza: Staub dice al giovane che deve decidere se andare via con lui (e quindi morire), o riservare questo destino alla madre.
Sempre più spaventato, e rifiutandosi di scegliere, Alan riesce a fuggire dall'auto ma si ritrova in un parco giochi pieno di montagne russe, la sua peggior paura. Dopo averlo catturato, George gli chiede per l'ultima volta se vuole morire per salvare sua madre, ma il giovane in prenda al pianto sacrifica la vita della madre.
A questo punto Staub lo getta dalla macchina, e Alan si risveglia accanto alla tomba di Staub. Da lì riceve il passaggio di un anziano gentile che lo conduce finalmente in ospedale dove la sua mente nuovamente proietta varie possibilità su che cosa potrebbe trovare. La realtà è che la madre, pur provata, sta meglio e si riprenderà.
Tra le proiezioni, Alan nota nell'ascensore dell'ospedale George Staub, che gli diede un biglietto da visita, poi il ricovero in ospedale della madre.
Il coma, poi il risveglio, ma con gli anni il suo vizio del fumo la porterà alla morte.
Infine, il matrimonio con Jessica, che non durerà a lungo, e la pellicola si conclude con un Alan ormai maturo che dipinge sua madre Jean in un quadro. Tra i titoli di coda un'ultima scena mostra ancora Alan anziano che cammina lungo la strada, e l'auto rossa di Staub si ferma offrendogli un passaggio. Alan questa volta rifiuta, e dice di preferire continuare a camminare.

## Produzione
In seguito alla distribuzione del romanzo Riding the Bullet, Mick Garris decise di trarne un film che ne cambiasse l'ambientazione temporale: mentre nel libro la trama si svolge nei primi anni 2000, il film è ambientato nel 1969. Garris aveva ottenuto l'autorizzazione di Yoko Ono per inserire il brano di John Lennon Instant Karma nella colonna sonora del film, tuttavia la produzione tagliò il brano per via dei costi sul diritto d'autore.

## Distribuzione
Il film è stato distribuito nel circuito cinematografico statunitense il 15 ottobre 2004, mentre in Italia è stato commercializzato nel mercato home video dal 25 agosto 2005.

## Accoglienza

### Pubblico
Il film ha incassato 264,5 mila dollari al botteghino internazionale.

### Critica
Sull'aggregatore Rotten Tomatoes il film riceve il 26% delle recensioni professionali positive con un voto medio di 4,3 su 10 basato su 23 critiche, mentre su Metacritic ottiene un punteggio di 37 su 100 basato su 8 critiche.